# San Alberto (departement)
San Alberto is een departement in de Argentijnse provincie Córdoba. Het departement (Spaans: departamento) heeft een oppervlakte van 3.327 km² en telt 32.395 inwoners.

## Plaatsen in departement San Alberto
- Ámbul
- Arroyo de Los Patos
- Las Calles
- Las Rabonas
- Mina Clavero
- Nono
- Panaholma
- San Lorenzo
- San Pedro
- San Vicente
- Sauce Arriba
- Villa Cura Brochero
- Villa Sarmiento